# Ковалевский, Владимир Онуфриевич
Влади́мир Ону́фриевич Ковале́вский (2 [14] августа 1842, Закиши, Варкавская волость — 15 [27] апреля 1883, Москва) — русский палеонтолог, один из основоположников эволюционной палеонтологии, деятель революционного движения, доктор философии, книгоиздатель и переводчик; младший брат эмбриолога Александра Ковалевского, муж математика Софьи Ковалевской.

## Биография
Владимир Онуфриевич Ковалевский родился в имении своих родителей деревне Шустянка Динабургского уезда Витебской губернии. Отец его был польский дворянин, мать русская.
В 1851 году был отдан на воспитание в пансион англичанина Мегина в Санкт-Петербурге, где отлично овладел иностранными языками: английским, французским и немецким, позже изучил итальянский (польский знал с детства). 
В 1855 году поступил в Императорское училище правоведения, где подготавливались высшие административные чиновники государства. Поступил сразу в 6-й класс училища, минуя младшие. В годы учёбы сблизился с Н. А. Серно-Соловьевичем, семьёй Н. В. Щелгунова, общение с которыми повлияло на формирование взглядов Ковалевского. 
В 1861 году окончил училище по 1-му разряду, поступил на службу в Департамент герольдии Сената, но не приступая к службе, добился разрешения выехать для лечения за границу.
Ковалевский жил в Гейдельберге, Тюбингене, Париже, Ницце, затем около года в Лондоне, где познакомился и сблизился с семьёй А. И. Герцена (был учителем дочери Герцена). Пытался заинтересоваться юридической практикой — посещал открытые судебные заседания, готовил статью о суде присяжных. Изучал естественные науки. Особенно увлекла его палеонтология — наука о древних ископаемых организмах, тогда ещё мало разработанная область знания. За несколько лет Владимир Онуфриевич Ковалевский самостоятельно в совершенстве овладел ею, читая специальную иностранную литературу. Усердно занимался в библиотеках, ознакомился с коллекциями ископаемых животных в европейских музеях. Демократические убеждения Ковалевского неоднократно приводили его в ряды революционеров: он принял участие в Польском восстании (1863—1864).
Горячий сторонник эволюционного учения Чарлза Дарвина, Ковалевский поставил своей целью доказать справедливость этого учения, используя палеонтологические находки, особенно копытных, наиболее полно представленные в музеях. Состоял в переписке с Ч. Дарвином, перевел его работу «Изменение животных и растений в домашнем состоянии», причем настолько быстро, что на русском языке она вышла на два месяца раньше, чем на языке оригинала, английском.
После возвращения в Россию (1863) напечатал множество научных статей, а также, в 1866 году, книгу Герцена «Кто виноват?», весь тираж которой по приказу цензуры был сожжён. Также в 1863—1865 годах он издал ряд переводов с иностранных языков, в том числе «Жизнь животных» Брема, «Древность человека» Лайеля, «Гистология» Кёлликера и др.
В 1868 году вступил в фиктивный брак с Софьей Корвин-Круковской, и они вместе уехали за границу, в Германию, где Софья Ковалевская поступила в Гейдельбергский университет. Фиктивные браки заключались обычно с целью освобождения молодых девушек от родительской власти, для того чтобы ехать за границу учиться: в России в то время высшее образование для женщин было недоступно. Впоследствии брак стал фактическим. 
В 1871 году он и Софья Ковалевская посетили осажденный Париж, где находилась сестра Софьи — революционерка Анна Васильевна Корвин-Круковская. Короткое время участвуют в деятельности Парижской коммуны. После её падения помогали спасти Виктора Жаклара — коммунара и мужа Анны Васильевны.
В 1872 году в Йенском университете получил степень доктора философии.
В 1873 году Ковалевский вернулся в Россию, получил место хранителя зоологического кабинета в Императорском Санкт-Петербургском университете. Ковалевский хотел иметь учёную степень от российского университета и весной 1873 года сделал неудачную попытку получить степень магистра в Одессе. 
Только в 1875 году он получил степень магистра геогнозии и минералогии при Санкт-Петербургском университете, защитив диссертацию «Остеология анхитерия». Однако продолжить научную работу в университете не смог, поступив на службу техническим директором Общества русских фабрик минеральных масел В. И. Рогозина и К°. 
С 1861 года и до конца жизни состоял в чине титулярного советника. В последние годы жизни одновременно с научной работой занимался предпринимательской деятельностью.
В конце 1880 года по представлению профессора Г. Е. Щуровского, Ковалевский единогласно был избран штатным доцентом кафедры геологии и палеонтологии Императорского Московского университета; начал чтение курса по геологии и продолжил сбор материала для докторской диссертации. В 1882 году Ковалевский вновь уехал за границу — сначала в Марсель, где продолжил исследование проблемы ископаемых моллюсков, затем в США для участия в съезде ассоциации натуралистов, встрече с палеонтологами Гарвардского университета.
Возвратившись в Россию, Ковалевский узнал, что дела фирмы пришли в расстройство. Его неспособность вести отчётность, допущенные ошибки привели к возбуждению кредиторами против фирмы судебного преследования. В результате расследования Ковалевский был обвинён в растрате большой суммы, возврат которой привёл его к разорению. Пришла телеграмма о судебном процессе против промышленного общества, директором которого он ранее состоял. Ковалевский спешно возвратился в Москву и в ночь с 27 на 28 апреля 1883 года, не дождавшись суда, в состоянии душевной депрессии покончил жизнь самоубийством.
Похоронен в Москве на Ваганьковском кладбище (участок 14).

## Семья
- Брат ─ Ковалевский, Александр Онуфриевич (1840—1901) — русский эмбриолог[1].

- Жена (1868─1883) ─ Ковалевская, Софья Васильевна (1850—1891) — русский математик и механик.
  - дочь ─ Ковалевская, Софья Владимировна (1878—1952) — врач, перевела со шведского языка многие работы матери.

## Научная деятельность
Работы Владимира Онуфриевича Ковалевского посвящены проблеме эволюции копытных. Изменения в строении их скелета он связал с изменениями условий среды обитания. В. О. Ковалевский показал, например, что переход от низкокоронковых зубов и трехпалых конечностей у предков современной лошади к высококоронковым зубам и однопалости у современных лошадей связан с приспособлением к жизни на открытых пространствах, к жесткой пище и быстрому бегу.
Изучая кости конечностей третичных копытных, Ковалевский стремился устанавливать филогенетические отношения между отдельными родами, то есть прослеживать филогенетические ряды, которые он считал лучшим доказательством эволюции. Владимир Онуфриевич установил ряд закономерностей эволюции копытных. Так учёный открыл закон, названный его именем (закон Ковалевского): освоение новых экологических зон в той или иной группе организмов сначала осуществляется относительно примитивным способом, без глубоких изменений общего плана строения; позже получают распространение более совершенные типы строения, лучше приспособленные к данной экологической обстановке. В дальнейшем первые вытесняются вторыми. Этому закону подчинено экологическое распространение почти всех живых организмов. Относительная целесообразность строения организма вырабатывается в связи с определёнными изменениями среды в результате естественного отбора.

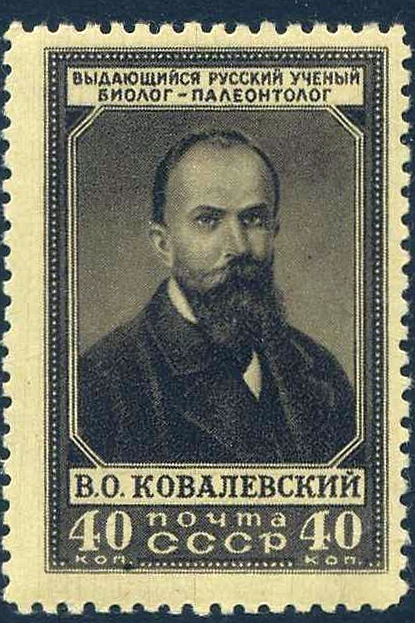
Почтовая марка СССР 1952 года.

Исследования В. О. Ковалевского убедительно подтверждали мысль Чарлза Дарвина о том, что животные не всегда были такими, как теперь, они изменялись с изменением условий обитания в процессе эволюции.

## Память
- 1952 — была выпущена почтовая марка  СССР, посвящённая учёному.